# Conviasa
Conviasa (сокр. от Consorcio Venezolano de Industrias Aeronáuticas y Servicios Aéreos, S.A.) — венесуэльская авиакомпания, которая базируется в Международном аэропорту Майкетии имени Симона Боливара. Самая большая авиакомпания Венесуэлы, которая обслуживает внутренние направления, а также летает по маршрутам в Южной Америке и на Карибах.

## История
В январе 1997 года государственный авиаперевозчик Венесуэлы «Viasa» после 37 лет работы прекратил операционную деятельность из-за длительных финансовых проблем. В мае 2001 года была предложена идея создания нового национального авиаперевозчика для Венесуэлы. В декабре 2002 года проект создания новой авиакомпании отложили вплоть до 1 октября 2003 года. 31 марта 2004 года президент Венесуэлы, Уго Чавес, подписал указ, согласно которому объявлялось создание новой авиакомпании. Указ был опубликован в официальной газете на следующий день и вступил в законную силу. 28 ноября 2004 года состоялся первый официальный рейс авиакомпании Conviasa на воздушном судне De Havilland Canada Dash 7 по маршруту Харальяве — Международный аэропорт Сантьяго Мариньо на острове Маргарита. 10 декабря 2004 года Conviasa начала выполнение международных рейсов.
17 апреля 2006 года Хосе Дэвид Кабелло Рондон заменил Вилмера Кастро Сотело в качестве главы авиакомпании Conviasa. 30 июня 2006 года в связи с назначением Хосе Дэвид Кабелло Рондона на должность министра инфраструктуры руководителем авиакомпании стал Франклин Фернандес Мартинес.
13 сентября 2010 года произошло крушение рейса 2350 Conviasa, погибло 17 человек и были ранены 23. После аварии на рейсе 2350 17 сентября 2010 года правительство Венесуэлы остановило полеты всех рейсов для проведения технического обзора парка авиакомпании. Авиакомпания заявила, что временная остановка деятельности будет продолжаться до 1 октября 2010 года. После указанной даты все рейсы были восстановлены в полном объеме.
3 апреля 2012 года авиакомпании Conviasa было запрещено летать в страны Европейского союза из-за проблем безопасности. По данным Европейского союза Conviasa не смогла доказать, что она приняла адекватные шаги для предотвращения будущих несчастных случаев.
В августе 2016 года появились сообщения о том, что более 80 процентов пилотов Conviasa не вышли на работу из-за низкой заработной платы, а авиакомпания вынуждена была сократить общее число рейсов до 16 в сутки. Кроме того, несколько самолетов компании несколько месяцев находились в простое.
7 февраля 2020 года Управление иностранных активов США добавило авиакомпанию. Conviasa вместе со всем ее авиапарком из 40 самолетов в список SDN. На практике это означает, что Conviasa фактически не сможет найти источник покупки запасных частей для своих самолетов типа Boeing 737. Кроме того, американским гражданам запрещено летать на внутренних и международных рейсах Conviasa. Также вероятно, что страны, которые соблюдают политику SDN (например, Бразилия, Франция, Великобритания) откажутся продавать запасные части для самолетов Conviasa (в том числе и на Embraier, Airbus), запретят своим гражданам летать на самолетах Conviasa, а также отменят международное обслуживание маршрутов Conviasa (авиакомпания летает в Панаму, Мексику, Боливию и Эквадор).
В 2021 году авиакомпания совершила свой первый рейс в Россию.

## Собственники и руководство
Conviasa находится под управлением Министерства водного и воздушного транспорта Венесуэлы. Авиакомпания принадлежит правительству Венесуэлы (80%) и региональному правительству штата Нуэва Эспарта (20%). У Conviasa есть штаб-квартира на базе международного аэропорта Симона Боливара в Майкеете, недалеко от Каракаса. Первоначально Conviasa имела свою штаб-квартиру на острове Маргарита. Ранее также имела штаб-квартиру в Каракасе.

### Текущий

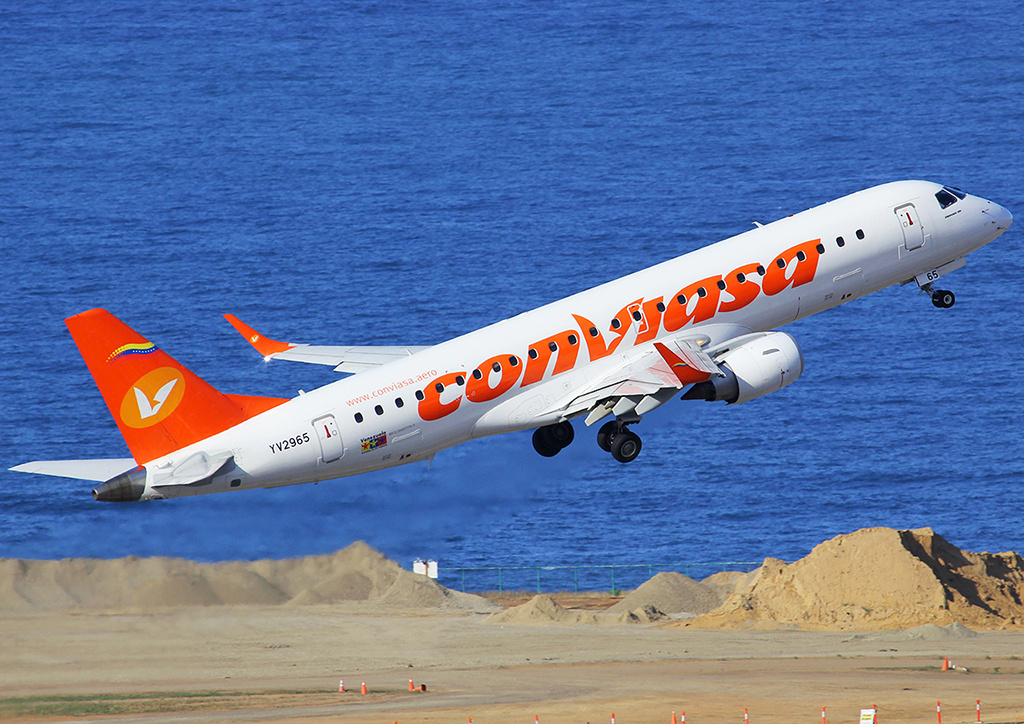
Embraer 190AR взлетает в аэропорту Симона Боливара в 2014 году